# Асен Николов (генерал-лейтенант)
Вижте пояснителната страница за други личности с името Асен Николов.
Асен Николов Николов е български офицер (генерал-лейтенант), командир на Първи окупационен корпус.

## Биография
Асен Николов е роден е на 12 септември 1891 година в град Ямбол. Завършва Военното училище в София и на 2 август 1912 г. е произведен в чин подпоручик. На 2 август 1914 г. е произведен в чин поручик. Взема участие в Първата световна война (1915 – 1918) като командир на батарея от 8-и артилерийски полк. На 20 юли 1917 г. е произведен в чин капитан.
По-късно служи в 6-о планинско артилерийско отделение, на 27 ноември 1923 г. е произведен в чин майор и същата година е назначен на служба във Варненския брегови укрепен пункт. През 1927 г. е назначен за домакин на 2-ри армейски артилерийски полк, като на 5 декември 1927 г. е произведен в чин подполковник, след което през 1931 г. е назначен за командир на отделение в 4-ти дивизионен артилерийски полк. На 18 юли 1934 г. е произведен в чин полковник и през същата година е назначен за началник на Артилерийската школа.
През 1936 г. полковник Николов е назначен за началник на артилерийския отдел на 2-ра военноинспекционна област, а по-късно същата година е назначен за началник на противовъздушната отбрана към артилерийската инспекция. В началото 1938 г. поема командването на 2-ра пехотна тракийска дивизия, през 1940 г. е произведен в чин генерал-майор, а от 1942 г. поема командването на 1-ви окупационен корпус дислоциран в Сърбия, Поморавието и Македония. През 1943 г. е произведен в чин генерал-лейтенант.
На 4 септември 1944 е пленен от немската армия. През октомври 1944 отказва предложението да се включи в създаването на българска военна част, която да се бие на немска страна. През декември Александър Цанков му предлага да се включи в неговото задгранично правителство, но той отказва. В периода декември 1944 – 1945 е военнопленник в лагера Офлаг-8. На 15 март 1945 е осъден на смърт от четвърти върховен състав на т. нар. Народен съд, но Върховният касационен съд отменя присъдата, тъй като му е доказан статута на военнопленник. Завръща се в България същата година, но през 1946 е разстрелян.

## Военни
- Подпоручик (2 август 1912)
- Поручик (2 август 1914)
- Капитан (20 юли 1917)
- Майор (27 ноември 1923)
- Подполковник (5 декември 1927)
- Полковник (18 юли 1934)
- Генерал-майор (1940)
- Генерал-лейтенант (1943)